# Heimdal
Heimdal és un districte (en noruec bokmål: bydelene) de la ciutat de Trondheim, comtat de Sør-Trøndelag, Noruega. És el districte més meridional. Els altres districtes són Lerkendal, Østbyen i Midtbyen.
Comprèn els barris de Heimdal, Byneset, Tiller, Kattem, Kolstad/Saupstad i Klett.
La zona ha estat permanentment habitada des de l'edat de bronze i rep el seu nom del déu nòrdic Heimdal, fill d'Odin. la zona est de Heimdal, Tillerbyen, s'ha desenvolupat de forma recent, seguint un projecte de descentralització del comerç. La zona occidental, mentrestant, està formada per predis rurals de Byneset, un municipi independent fins al 1964.
Heimdal alberga el City Syd, un dels centres comercials més grans de Noruega.